# بهترین فناوری روز

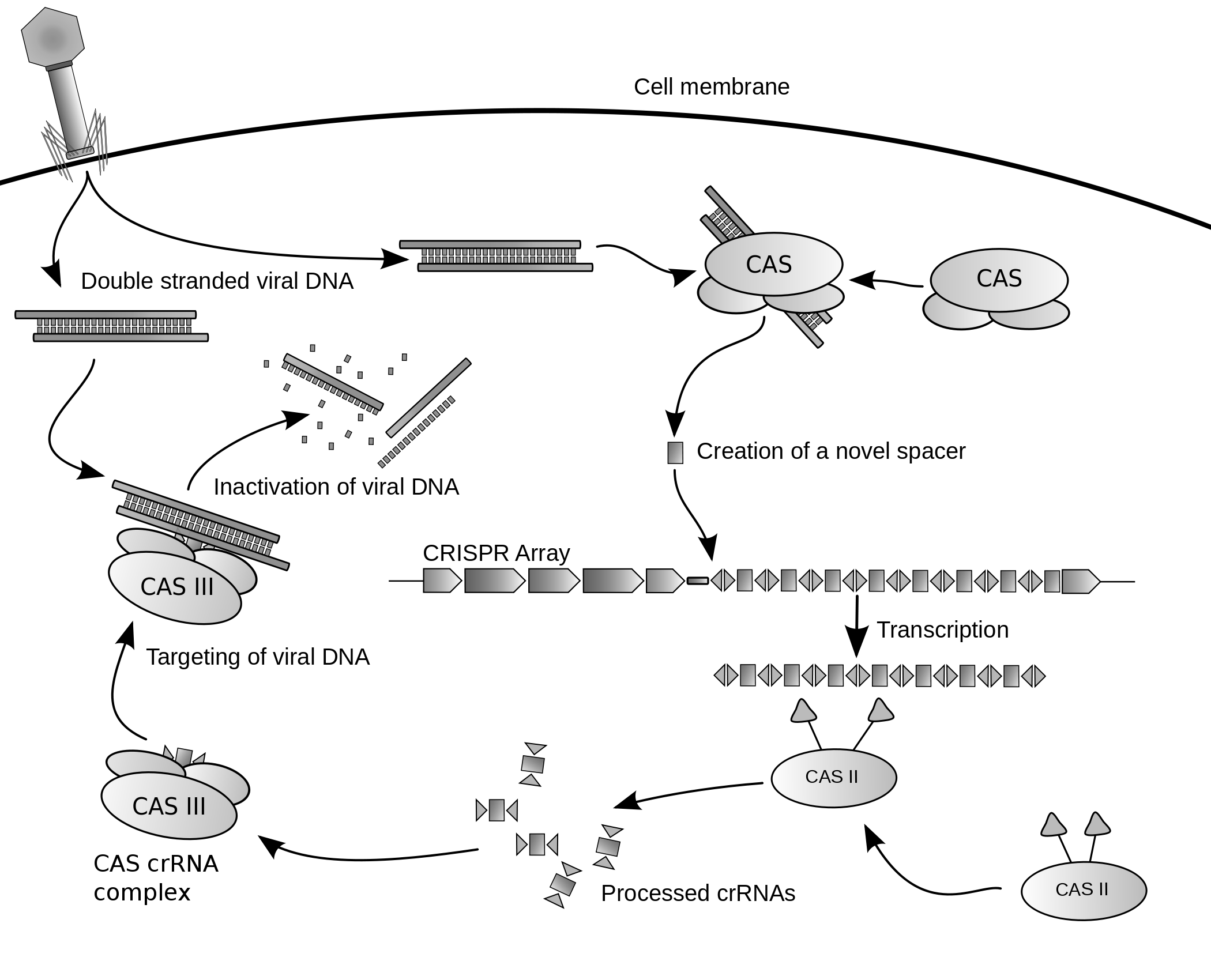
تصویری که یک نمونه از بهترین فناوری روز را نشان می دهد

بهترین فناوری روز (به انگلیسی: State of the art) به پیشرفته‌ترین یا به‌روزترین فناوری یا سامانه فناورانه اشاره دارد که در یک دوره زمانی به شکل دستگاه، شگرد، تکنیک یا زمینه علمی درآمده باشد. این واژه را می‌توان برای اشاره کردن به بهترین فناوری روز در هر دوره‌ای به کار برد که فناوریِ مورد اشاره بهترین فناوری آن دوره زمانی بوده باشد.
این واژه در انگلیسی از سال ۱۹۱۰ گسترش پیدا کرد و هم در تبلیغات و هم در بازاریابی به کار می‌رفته‌است. بهترین فناوری روز در قانون ثبت اختراع واژه مهمی است. یکی از شرایط ثبت اختراع این است که اختراع ثبت شده ممتاز، یکتا و بر پایه بهترین فناوری روز باشد.
این واژه معمولاً در تبلیغات برای گفتن اینکه کالایی با بهترین یا تازه‌ترین فناوریِ دردسترس ساخته شده به کار می‌رود. اما معمولاً تبلیغاتچی‌ها نیازی به اثبات این ادعا که کالا یا دستگاه ساخته شده «بهترین فناوری روز» را به کار می‌برد ندارند. از این رو این برچسب، بیشتر از گنده‌کردن‌های تبلیغاتی به‌شمار می‌آید. در قوانین ثبت اختراع در بسیاری از نظام‌های حقوقی به‌کاربردن این واژه مزیت حقوقی ویژه‌ای ندارد. حتی شاید این واژه برای تأثیری که تبلیغاتچی‌ها امیدوارند در ذهن شنوندگان بسازد نیز کارساز نباشد.